# ラッツ&スター
ラッツ&スター (RATS & STAR) は、日本のバンド。かつてはシャネルズ（CHANELS、後にSHANELSに変更）のグループ名で活動していたが1983年3月ラッツ&スターに改称した。4人のボーカルが顔を黒く塗り、ドゥーワップやソウル音楽等のブラックミュージックを歌っており、演奏メンバーも含めて最大10人の大所帯で活動していた。長らく活動を休止しているが、正式な解散はしていない。

## メンバー
- 鈴木雅之（すずき まさゆき、1956年9月22日 - ） : リードボーカル担当。
  - 当バンドのリーダーでもある。1986年以降はソロ歌手として活動中。ソロ活動を始めてからの愛称はマーチン。
- 田代まさし（たしろ まさし、1956年8月31日 - ） : テナーボーカル担当（シャネルズ時代はバリトンボーカルを担当）
  - 本名は田代政。グループ時代は「田代マサシ」の名で活動することが多かった（田代まさし名義はソロでタレント活動を行うようになってから）。ソロ活動を始めてからの愛称はマーシー。
- 佐藤善雄（さとう よしお、1956年9月12日 - ） : バスボーカル担当
  - グループの活動休止後はプロデューサーに転身しゴスペラーズを世に送り出したことでも知られる。2016年現在はインディーズレーベル「ファイルレコード」の社長。2006年4月、ゴスペラッツとして活動。
- 久保木博之（くぼき ひろゆき、1956年9月10日 - ） : トップテナーボーカル担当

顔を黒く塗っていたのは上記の4人である。
- 桑野信義（くわの のぶよし、1957年4月4日 - ） : トランペット、ボーカル、フリューゲルホルン担当
  - グループの活動休止後はタレントとして活動。鈴木のソロツアーにも参加。顔を黒く塗っていないが、ゴスペラッツとしては2015年には顔を黒く塗るようになった。ソロ活動を始めてからの愛称はクワマン。
- 出雲亮一（いずも りょういち、1958年3月21日 - ） : ギター（サイドギター担当）、ボーカル担当
  - グループの活動休止後はギタリストとして活動する傍ら、音楽スクールの「MAR WEST MUSIC SCHOOL」で講師を務めている。
- 新保清孝（しんぽ きよたか、1957年8月17日 - ） : ドラムス、ボーカル担当

### 元メンバー
- 須川泰男（すがわ やすお、1960年4月29日 - ） : リードギター担当
  - 後に仏門に入ったため脱退。
- 高橋進（たかはし すすむ、1960年5月24日 - ） : ベース担当
  - 1984年2月脱退。[2]
- 山崎廣明（やまざき ひろあき、1959年6月6日 - ） : キーボード（アコースティックピアノ、ハモンドオルガン）担当
  - 1984年2月脱退。[2]

## 概要

### シャネルズ結成
鈴木は高校入学後、高校の同級生の田代や中学の時に同級生だった佐藤・久保木らとともにディスコ通いやバイクに熱中する傍ら、4人組のバンドを結成しドラムス兼ボーカルを担当していた。（ドラムスは足を故障してからは止めている。）
しかし仲間の一人がバイク事故で死亡した後、バイクを止めて音楽一筋に打ち込むようになり、田代・佐藤・久保木も鈴木の練習に顔を出し始める。1975年9月に鈴木は田代・佐藤・久保木らとシャネルズを結成。
この他に結成当初から在籍していたのは鈴木がシャネルズ以前に結成していたバンドに参加していた新保と兄が鈴木達と仲のよかった高橋で、主に大森近辺出身のメンバーが集まり、自分達の仕事と並行して演奏活動をスタートさせた。
結成当時は、ちょうどキャロルが解散したころで、周りのほとんどのアマチュア・グループはキャロルのコピーをやっていたため、鈴木が人と変わったことをやりたいと、鈴木の好きなドゥーワップやR&Bを演ることになった。
バンド名は、フランスの高級アパレルブランド・シャネルとは無関係で、憧れのグループであったアメリカのオールディーズバンド「シャ・ナ・ナ（Sha na na）」とドゥーワップグループ「ザ・チャンネルズ（The Channels）」からとって名付けたもので、バンド名の通り当初は「シャ・ナ・ナ」のコピーバンドとして主に活動しており、顔も黒く塗っておらず衣装もTシャツにスカジャンというスタイルであった。
1976年には『ぎんざNOW!』（TBS）に出演。その後一部メンバーの脱退が続いたが、その入れ替わりに鈴木の幼なじみである桑野と、中学時代は高橋と同級生だった須川が加入する。
1977年、当時最高峰のアマチュア・バンドコンテスト『EastWest'77』（主催・ヤマハ）に出場し、決勝大会まで進出して入賞を飾る。同コンテスト決勝大会には、サザンオールスターズ（入賞）、カシオペア（優秀グループ）が出場していてプロへの足掛かりを作っている。また大瀧詠一とこのころ関係を持ち始め、1978年発表の大瀧がプロデュースしたアルバム『LET'S ONDO AGAIN』には鈴木がソロを取り佐藤がコーラスを担当した曲と、メンバー全員で参加した曲の2曲が収録された。なお、名義はそれぞれ竜ヶ崎宇童とモンスターとなっている。

### 黒塗り姿でのドゥーワップに路線変更
『EastWest'77』でサザンオールスターズを始めとする他のバンドに圧倒されたメンバーは、シャネルズをもっと強く印象づけられるものが何かないか探していた。そんな時、田代が深夜にテレビで放送されていた東宝映画『三匹の狸』（1966年）を観ている時に小沢昭一が演じていた黒塗りパンチパーマの詐欺師にヒントを得て、黒塗りの顔でステージに立ってみることを発案する。
話し合った結果、目立つようにメインボーカルの4人だけが顔を黒く塗ることに決め、衣装も黒い顔に似合うものを探して、キャバレーの呼び込みが着ていた制服であるど派手なタキシードを安く仕入れた。そして、鈴木の父が持っていた黒人音楽のレコードやジャケットを見て、衣装に合う振り付けを考え出した。こうして『EastWest'78』にはレコードデビュー後のスタイルに近い形で出演し、その後の曲のレパートリーも本格的なドゥーワップが中心となっていった。
鈴木は1981年の雑誌インタビューで「黒人の音楽は超えられないけど、近づくことは出来ると思う。黒人に近づく為のポリシー、スピリットは、顔を塗ってアピールすることから始まったから、自分達の音楽は黒いな、とか、お客さんが、シャネルズは黒いなって思ってもらうようになったら、塗る必要なんかなくなる」と述べている。
ただ、当時しばらくはドゥーワップがなかなか世間で認められず苦労するも、山下達郎には早くから認められていた。その後新宿のライブハウス「ルイード」で定期的に行っていたライブが次第に評判を得始め、アマチュアバンドの中では一、二を争う人気グループとなっていく。このころ脱退したメンバーと入れ替わりに横浜のアマチュアバンド「ダックテールズ」のリーダーだった山崎が鈴木の説得によりメンバー入りし、更にその後サイドギター担当が抜けた後釜に葛飾区柴又出身の出雲が加入してデビュー後のメンバーが揃う。
レコードデビュー前にもテレビ出演を果たしており、例えば、「独占!おとなの時間」（東京12チャンネル〈現：テレビ東京〉）では中途から数回出演し、「シュブーン」などのドゥーワップを披露している。

### レコードデビュー
1980年2月にメンバー10人でレコードデビュー。デビュー曲「ランナウェイ」がミリオンセラーを記録する大ヒット。顔を黒塗りすることで、ブラックミュージックの雰囲気を出したことが話題となり、お茶の間でも一躍人気グループとなる。また、「『ドゥ・ワップ』ってなんだろう?」と音楽雑誌でも取り上げられるなど、日本にドゥーワップ・ブームを巻き起こす。
黒塗りメイクにはデビュー当時まで白髪染めを、以後は濃い色のファンデーションを塗っている（当時は靴墨を塗っているという説が一般的であったが、靴墨はファンがやっていたため自分たちも靴墨と言っただけで、靴墨は臭くてとても塗れないでしょうという趣旨のコメントを後に桑野が述べている）。
なお、デビュー後もしばらくの間は、メンバー全員がそれまでの仕事を続けていた（リーダーの鈴木雅之は実家の鉄工所で働く旋盤工、他のメンバーもトラック運転手やガソリンスタンドやデパート勤務といった本業を持っていた）。同年、ロサンゼルスの名門ライブハウス「WHISKEY A GO GO」に出演を果たした。
しかし同年8月、2月に群馬県で開催された「シャネルズ」のコンサートの後、メンバー10人のうち5人（桑野・久保木・新保・山崎・須川）が、当時未成年だったファンの女子2名にわいせつな行為をしたとして書類送検され、事件に関与したメンバーは半年間謹慎する。翌年復帰し新曲「街角トワイライト」をリリースした。
1982年1月、一旦それまでの活動を休止し、全員が昼間は旋盤工などの仕事をして、夜に集まって練習をするという生活に戻った。2ヶ月後に復帰し、この時に「CHANELS」のスペルを「SHANELS」と変えている。シャネル（CHANEL）からの物言いがあったと言われているが、鈴木はスペルを改めた理由として「CHANELS」だと海外ではチャネルズと読まれてしまうためと述べている。以後、シャネルズ時代の音源などが発売された時は、ジャケットなどの「CHANELS」の表記は全て「SHANELS」と変えられている。

### ラッツ&スターに改名
1983年3月、『サヨナラ・シャネルズ・フェアー』開催に伴いシャネルズとしての活動を終了させ、ラッツ&スターに改名。ラッツ&スターとしてのデビュー曲「め組のひと」が80万枚を売り上げる。
バンド名を変更した理由はドゥーワップにとらわれないグループを目指すためと説明されることもあるが、スペル改名後もシャネルからのクレームが続いたためと言われることが多く、同業である化粧品会社（資生堂）のCMソングを担当することになったためという説もある。
バンド名の「RATS & STAR」は「ドブネズミ達と星」を意味し、逆から読んでも「RATS & STAR」となる。下町育ちのドブネズミ達がDoo-Wapを歌うとRATSがひっくり返りSTARになったというのが本義。なお、シャネルズ時代の1981年にすでに『ラッツ&スター』というタイトルの本を刊行していた。
また、この年の7月24日には『ALL NIGHT NIPPON SUPER FES. '83』に出演し、大瀧詠一、サザンオールスターズと競演する。最後は『蛍の光』、『上を向いて歩こう』をセッション。
その後、キーボードの山崎とベースの高橋が脱退して8人体制になる。1984年3月、週4回放送の5分間バラエティ帯番組『マンガチョップ'84』（フジテレビ）に大森笑劇研究会（おおもりしょうげきけんきゅうかい）名義でレギュラー出演し、コントを披露した。同年11月からは文化放送のラジオ番組『RATS ENTERTAINMENT'85』がスタートした。

### 活動休止～その後
1985年、東京・赤坂の日枝神社でメンバー5人が合同結婚式を行い、話題を呼ぶ。結婚式当日は花嫁を引き連れて『夜のヒットスタジオDELUXE』（フジテレビ）の第1回目に出演。後に須川が抜けて7人体制になるが、その後メンバーは一人一人が個人で活動していくようになる。田代と桑野はタレント業を主な活動の場とするようになり、鈴木は1986年にソロ歌手としてデビューした。久保木は一般人となり、時折ラッツで集まる以外は芸能活動を行わなくなり、佐藤は音楽プロデューサー・実業家に転身した。活動休止以前に脱退した山崎、高橋、須川を含む他のメンバーもラッツ以外の音楽活動や一般人となるなどそれぞれの道に進んだ。
1987年、鈴木の実の姉である鈴木聖美の歌手デビューをサポート。「鈴木聖美 with Rats&Star」としてリリースしたデュエット曲「ロンリーチャップリン」がヒットし、後にカラオケのデュエットソングの定番となった。「鈴木聖美 with Rats&Star」としての楽曲発売は同年11月のシングル「TAXI」が最後となり、以後は新曲をリリースすることもなく活動休止状態になる。しかし年越しライブ「NEW YEAR ROCK FESTIVAL」への出演など単発的な活動は行っており、1989年に発売されたゲームソフト「田代まさしのプリンセスがいっぱい」ではラッツ&スターのメンバー全員がゲーム内に登場するなどしていた。又、同時期にはゼネラル石油のCMにもメンバー全員で出演した事もあった。90年代に入るとそのような機会もほとんどなくなっていき、1991年には新保が覚醒剤不法所持で逮捕されている。
1992年7月15日には『SOUND ARENA』（フジテレビ）に緑のスーツを着て出演し、メドレーを披露している。この番組は田代が司会を務めていた番組であり、同年6月24日の放送に鈴木がゲスト出演した際に同じく司会を務めていた徳光和夫（徳光、堺正章、田代の3人で司会を務めていた）が鈴木にラッツでの出演を持ち掛けて実現したものだった。
ネズミ年の1996年にメンバーが再集結し、期間限定で活動を再開する。ラッツ&スターとしては11年振りとなるシングルである大瀧詠一プロデュースの「夢で逢えたら」をリリースし、ライオン株式会社の歯磨き「クリスタ」のCMソングに起用された。その後全国ツアーを敢行し、同年、同曲で『第47回NHK紅白歌合戦』に初出場する。
1996年の再集結以降、桑野が『THE夜もヒッパレ』（日本テレビ）でグループの活動再開を明言していたが、田代の一連の不祥事により話が立ち消えになったようである。しかし、それ以降も桑野は「解散したわけではなく、もし活動を再開するのであれば再結成ではなく再集結です」と述べており、2019年に『いまだにファンです!』（テレビ朝日）に出演した際にも解散を否定し、「また集まって（ラッツを）絶対にやろうという気持ちは誰よりも強いです」と語っている。

### 2000年代
2006年4月19日に、鈴木・佐藤・桑野の3人が、ゴスペラーズのメンバー（村上てつや、酒井雄二）とのコラボレーションで「ゴスペラッツ」としてアルバムをリリースした。
2008年7月、京浜急行電鉄が主要駅の接近メロディに使用する楽曲を一般から募集した結果、京急蒲田駅のメロディに「夢で逢えたら」が採用され、同年12月11日に使用を開始した。採用理由には、鈴木と桑野が同駅の所在する大田区出身であること、グループを代表する楽曲であることの二つが挙げられている。
2009年2月、田代が自らのブログで鈴木・佐藤と会食し、鈴木が田代にラッツの30周年については困難な見解を示しつつも、互いに「ラッツは宝物だ」ということを確認しあい、「お前が真面目にやって宝物を磨いて俺たちの前に出すなら、俺もそれを出すよ」と語ったことを明かした。翌3月、鈴木は新アルバム『Still Gold』の発表記念イベントで「再び、田代さんと歌う可能性はあるのか」との質問を受け、「彼も自分をもっと磨いてほしい。そうしたら、オレも磨いたStill Gold（黄金の輝き）を彼の前に出したいと思います」と答えた。
田代に関しては、2000年の不祥事による芸能活動休止の際に桑野が田代と桑野の師匠格にあたる志村けんと一緒に田代の復帰を支援したにもかかわらず、2001年に田代は風呂場覗き及び覚醒剤不法所持で逮捕されてしまい、以降も田代は覚醒剤を含む不祥事を連発することになる。2001年の不祥事の際に桑野は田代を猛烈に非難して以降は絶縁状態となってしまっていたが、2009年の辺りには桑野とは和解して、鈴木や佐藤とも会食をしたり、既に一般人となっている久保木とも対面したりと田代と他のメンバーとの関係は改善されていた。また、田代はこの辺りは山崎と一緒に仕事をしたりしている。しかし、2010年に逮捕されて以降は鈴木と桑野から田代を非難するコメントが出た以外はメンバーとは完全に断絶状態になってしまい、出所時には2010年の逮捕前まで一緒に仕事をしていた山崎がブログで田代を懐かしむコメントを出していたが、2019年に再び逮捕された際はメンバーからのコメントは一切無かった。上述の通り、1996年の再集結以降にも数回再集結の話はあったが、いずれも田代がその度に不祥事を連発して白紙になっている。
2009年9月2日、Blu-spec CDにて、1996年発売のベストアルバム『BACK TO THE BASIC〜The Very Best of RATS&STAR〜』が鈴木雅之の"Martini"シリーズ『Martini Blend』とともに再発された。
2009年、下北沢のソウルバー「エクセロ」が25周年記念イベントを行った際に、田代も含めたラッツ＆スターのメンバーが出演。ひさしぶりにラッツ＆スターのメンバーが顔をそろえた。ステージでは「スタンドバイミー」を披露した（田代のブログより）。

### 2010年代以降
2010年2月25日、デビュー30周年を記念して、オリジナル・アルバム（9枚）・初のB面集・レアトラック集の計11枚のCDとPV集＋秘蔵映像のDVD1枚、その他豪華特典付きで、初のBOX『The Complete 〜History of RATS & STAR〜』が完全生産限定で発売。
2015年9月2日に「ゴスペラッツ」10周年として、アルバム「GOSPE☆RATS ～ぺラッII～」を発表し、同月に東京と大阪で行われるライブイベント「SOUL POWER」に出演。
近年は鈴木・佐藤・桑野の「ゴスペラッツ」での活動や鈴木のコンサートツアーに佐藤と桑野が同行したりしているが、出雲と山崎が「オシャレズ」や「浅草ロマンス」として活動したり、出雲・新保・山崎・高橋・須川で「アンドスターズ」として活動したりと、メンバー間同士のライブ等での活動は活発化していて、2024年の田代の誕生日イベントには、新保・高橋・須川にサポートメンバーでラッツに参加していた小川銀士がゲスト出演。それ以降の田代のライブイベントにも新保・高橋・須川・小川は参加しており、不祥事続きで交友が絶たれていた田代と他のメンバー間の交友も回復の兆しが見えている模様である。

## 楽曲について
デビュー曲の『ランナウェイ』は湯川れい子が作詞を、井上大輔が作曲を担当し、後もこの二人によって多くのヒット曲が作られた。特に井上はラッツ&スター時代を含めてほとんどのシングル曲において作曲を行っている。また、作詞家の売野雅勇が初めて詩を提供したのが麻生麗二名義によるシャネルズの『星屑のダンス・ホール』という曲で、後に『め組のひと』『今夜はフィジカル』『グラマーGuy』など多くの楽曲の作詞を担当した。アルバム収録曲の大半や「憧れのスレンダー・ガール」などの一部のシングル曲は田代が作詞を、鈴木が作曲を担当している。田代と鈴木の二人は小泉今日子やシブがき隊に楽曲を提供したこともある。その他には村松邦男もグループの編曲に深く携わっている。
リードボーカルは基本的に鈴木が務めていたが、アルバムには田代がリードを取る曲が収録されていることが多く、その他にも佐藤・久保木・桑野・新保がそれぞれリードボーカルを担当する楽曲も存在する。
デビュー前から交流のある大瀧詠一は、当グループのデビュー曲用に『スパイスソング』と言う曲を書いており、ハウス食品「ペッパー」のCMソングとして使われる予定であったが、結局は使われなかった（ゴスペラッツのアルバムに収録された『星空のサーカス〜ナイアガラへ愛をこめて編〜』は、この曲と『星空のサーカス』のメドレーである）。大瀧による同曲のデモバージョンは、アルバム『NIAGARA CM SPECIAL 3rd Issue 30th Anniversary Edition』に収められた。シングル発売された『Tシャツに口紅』とそのB面曲『星空のサーカス』の作曲や、先述の2曲が収録されたアルバム『SOUL VACATION』のプロデュース、彼が作詞・作曲した『夢で逢えたら』をラッツがカバーした（オリジナルは吉田美奈子）シングル製作時のスーパーバイザーでもあった。

## ディスコグラフィー

### シングル
| ＃            | 発売日         | 規格   | 規格品番  | タイトル                                       | B面 (c/w)                                 | 最高位 （オリコン） |
| ------------- | -------------- | ------ | --------- | ---------------------------------------------- | ----------------------------------------- | ------------------- |
| シャネルズ    |                |        |           |                                                |                                           |                     |
| 1st           | 1980年2月25日  | EP     | 06･5H-30  | ランナウェイ                                   | 夢見るスィートホーム                      | 1位                 |
| 2nd           | 1980年6月21日  | EP     | 06･5H-40  | トゥナイト                                     | ビッグ・シティ・キャット                  | 3位                 |
| 3rd           | 1981年2月1日   | EP     | 07･5H-64  | 街角トワイライト                               | アゲイン                                  | 1位                 |
| 4th           | 1981年5月21日  | EP     | 07･5H-80  | ハリケーン                                     | 渚のウエディング・ベル                    | 2位                 |
| 5th           | 1981年9月21日  | EP     | 07･5H-100 | 涙のスウィート・チェリー/ラブ・ミー・ドゥ      | 涙のスウィート・チェリー/ラブ・ミー・ドゥ | 12位                |
| 6th           | 1982年3月21日  | EP     | 07･5H-111 | 憧れのスレンダー・ガール                       | 渚のスーベニール                          | 13位                |
| 7th           | 1982年7月1日   | EP     | 07･5H-125 | サマー・ホリデー                               | ピンナップ・ガール                        | 17位                |
| 8th           | 1982年8月25日  | EP     | 07･5H-136 | もしかして I LOVE YOU.（「シャネルズ+1」名義） | ミッドナイト・ベイ・ブルース              | 28位                |
| 9th           | 1982年11月21日 | EP     | 07･5H-142 | 週末ダイナマイト                               | 涙でハッピー・バースデー                  | 34位                |
| ラッツ&スター |                |        |           |                                                |                                           |                     |
| 10th          | 1983年4月1日   | EP     | 07･5H-153 | め組のひと                                     | 彼氏になりたい                            | 1位                 |
| 11th          | 1983年9月1日   | EP     | 07･5H-169 | Tシャツに口紅                                  | 星空のサーカス                            | 18位                |
| 12th          | 1983年12月1日  | EP     | 07･5H-187 | 今夜はフィジカル                               | 月へはせる想い (Warping the Moon)         | 35位                |
| 13th          | 1984年3月1日   | EP     | 07･5H-191 | 月下美人（ムーンライト・ハニー）               | マジック・ナイト                          | 29位                |
| 14th          | 1984年7月1日   | 12inch | 12･3H-134 | グラマーGuy                                    | グラマーGuy (English Version)             | 77位                |
| 15th          | 1984年10月21日 | EP     | 07･5H-210 | 唇にナイフ                                     | IN THE MOON                               | 66位                |
| 16th          | 1985年4月1日   | EP     | 07･5H-235 | マドンナはお前だけ                             | 渚のドラマチック                          | 57位                |
| 17th          | 1985年9月1日   | EP     | 07･5H-262 | レディ・エキセントリック                       | GOOD MY FRIEND                            | -                   |
| 18th          | 1996年4月22日  | CD     | ESCB-1730 | 夢で逢えたら                                   | 夢で逢えたら -original backing track-     | 8位                 |

※すべてのシングルは、現在廃盤。
※「鈴木聖美 with Rats&Star」名義は、鈴木聖美 with Rats&Starを参照。

### アルバム
| ＃            | 発売日         | 規格         | タイトル                                        | 最高位 （オリコン） |
| ------------- | -------------- | ------------ | ----------------------------------------------- | ------------------- |
| シャネルズ    |                |              |                                                 |                     |
| 1st           | 1980年5月21日  | LP・CT・CD*  | Mr.ブラック                                     | 1位                 |
| 2nd           | 1981年3月21日  | LP・CT・CD** | Heart & Soul                                    | 1位                 |
| LIVE          | 1981年7月11日  | LP・CT・CD** | LIVE AT WHISKY A GO GO                          | 1位                 |
| BEST          | 1981年11月1日  | LP・CT       | シャネルズ・ベスト                              | 4位                 |
| 3rd           | 1981年12月10日 | LP・CT・CD** | Hey!ブラザー                                    | 9位                 |
| 4th           | 1982年8月1日   | LP・CT・CD*  | SOUL SHADOWS                                    | 7位                 |
| BEST          | 1982年10月21日 | LP・CT       | シャネルズ・ベスト2                             | 44位                |
| 5th           | 1982年12月1日  | LP・CT・CD** | ダンス!ダンス!ダンス!                           | 13位                |
| ラッツ&スター |                |              |                                                 |                     |
| 6th           | 1983年11月1日  | LP・CT・CD*  | SOUL VACATION                                   | 3位                 |
| BEST          | 1984年7月1日   | LP・CT・CD*  | 14 CARATS                                       | 24位                |
| 7th           | 1984年11月21日 | LP・CT・CD*  | SEE THROUGH                                     | 26位                |
| 8th           | 1985年5月22日  | LP・CT・CD*  | RATS ENTERTAINMENT SING!SING!SING!              | 43位                |
| BEST          | 1996年7月20日  | CD・MD       | BACK TO THE BASIC〜The Very Best of RATS&STAR〜 | 5位                 |
| BEST          | 2003年1月1日   | CD           | THE LEGEND                                      | -                   |

※形態の欄に*印があるアルバムは、1995年に『CD選書』として発売されている。（**印は初CD化）
※「鈴木聖美 with Rats&Star」名義は、鈴木聖美 with Rats&Starを参照。

### 企画
| ＃            | 発売日        | 規格                   | タイトル                                | 最高 （オリコン） |
| ------------- | ------------- | ---------------------- | --------------------------------------- | ----------------- |
| シャネルズ    |               |                        |                                         |                   |
| カセット企画  | 1982年7月21日 | CT                     | ギャグ噴射!!〜右手のマニキュア〜        | -                 |
| ラッツ&スター |               |                        |                                         |                   |
| カセット企画  | 1983年7月1日  | CT                     | ラッツ&スター誕生!!                     | -                 |
| ボックス企画  | 2010年2月25日 | CD・DVD・書籍・Tシャツ | The Complete 〜History of RATS & STAR〜 | 166位             |

### 映像
| シャネルズ    |               |                                    |                                                    |
| PV            | 1982年6月21日 | GET-SOUL                           | ビデオシングル。『SOUL BROTHERS』から3曲カット収録 |
| PV            | 1982年6月21日 | SOUL BROTHERS                      | 初のビデオ・クリップ集                             |
| ラッツ&スター |               |                                    |                                                    |
| LIVE          | 1984年8月25日 | RATS&STAR in concert ALL THAT RATS | 初のライブ・ビデオ。                               |

## NHK紅白歌合戦出場歴
| 年度   | 放送回 | 回 | 曲目         | 出演順 | 対戦相手         |
| ------ | ------ | -- | ------------ | ------ | ---------------- |
| 1996年 | 第47回 | 初 | 夢で逢えたら | 07/25  | DREAMS COME TRUE |

注意点
- 出演順は「出演順/出場者数」で表す。

## 出演番組

### テレビ
- 日曜お楽しみ劇場「シャネルズ・さんまの笑タイム」（1982年9月5日、朝日放送）

### ラジオ
- RATS & STARのもしかして・・・（文化放送）
- ラッツエンターテイメント（文化放送）
- オジンはバッテン!まるごとヤングミュージック シャネルズ・堀ちえみの月影のナポリタン思わずブッ!（1982年10月 - 1983年3月、ニッポン放送）
- ザ・シャネルズショウ

## CM出演
- 平安閣（1984年）
- 集英社「サムアップ」（1984年）
- 味覚糖「COSMIC21」（1985年）
- ライオン「クリスタ」（1996年）
- ダリヤ「JOY JACK」
- ゼネラル石油（現・ENEOS）

## 関連書籍
- 単行本『シャネルズのラッツ＆スター』 （八曜社、1981年5月10日）
- 写真集『ザ・シャネルズ』 （徳間書店、1981年9月30日）